# Forstverwaltung Strobl
Die Forstverwaltung Strobl ist ein Anwesen in Weißenbach in der Gemeinde Strobl am Wolfgangsee im Salzkammergut, Land Salzburg. Sie geht auf das alte fürsterzbischöfliche Hammerwerk Weissenbach zurück. Die Forstverwaltung der Österreichischen Bundesforste (ÖBF) wurde 1990 abgesiedelt.

## Lage
Das Anwesen liegt direkt am Eingang des Weißenbachtals, das südwärts vom Wolfgang-/Ischltal zur Postalm abzweigt. Der Bach tritt hier in die Talweitung der Ischl (Ischler Ache), die Flur heißt Weißenbachau.

## Geschichte
Unter Erzbischof Hieronymus Fürst von Colloredo wurde hier 1795 bis 1798 ein Eisenhammerwerk errichtet, um das Holz der Osterhorngruppe und die Energie des Weißenbachs zu nutzen. Die Betriebsansiedlung war primär eine wirtschaftliche Förderung für die Salzburger Region Strobl gegen das dominante österreichische Wolfgangland und Salzkammergut, das Roheisen musste aufwändig über Ebenau hierhertransportiert werden.
Nach der Vereinigung des souveränen Fürsterzbistums mit dem Kaisertum Österreich 1803 wurde aber die Holzversorgung für den Ischler Salzberg respektive die Saline Ebensee wichtiger. Schon nach 1815 wurde das Werk dem Salzamt Ischl unterstellt. Um 1832 wurde der Hammerbetrieb eingestellt. Die Werksbauten wurden weitgehend abgerissen.
In Folge wurde die Holzwirtschaft dem k.k. Forstärar unterstellt und der Sitz des fürsterzbischöflichen Unterwaldamtes beziehungsweise der Forst- und Domänenverwaltung Zinkenbach von Gschwand (Abersee, St. Gilgen) hierherverlegt. 1923 gingen die Staatswälder als Besitz der Republik auf die Bundesforste über. Die Forstverwaltung betraute 8850 ha in den Ortsgemeinden St. Gilgen, Strobl und St. Wolfgang, davon aber nur die Hälfte Wald, der Rest Almflächen und 10 % des Wolfgangsees. Die Försterdienstbezirke waren St. Gilgen, Gschwand (St. Gilgen), Gschwendt, Weißenbach (beide Strobl) und Rußbach (St. Wolfgang), ab 1973 nurmehr drei. 1990 wurde Strobl mit der Forstverwaltung Bad Ischl vereint, und die Verwaltung abgesiedelt (die salzburgischen Teile wurde dann 1997 dem Forstbetrieb Hintersee zugeteilt, 2004 dem Forstbetrieb Flachgau-Tennengau in Abtenau).
Die Gebäude Weißenbach Nr. 1 und 2 gehören noch immer den Bundesforsten und sind vermietet.
1802 kam hier, als Sohn des Rechnungsführers des Hammerwerks, Vinzenz Maria Süß, der Begründer des Salzburger Museums Carolino Augusteum, auf die Welt. 1814 oder 15 wurde hier Josef Lasser von Zollheim geboren, Verfassungsjurist, mehrmaliger Minister und Statthalter von Tirol.

## Baulichkeiten
Das Haus Nr. 2, ehemals Arbeiterwohnhaus, ist ein zweistöckiger Bau mit drei Risaliten ostseitig und Walmdach. Das eigentliche Forsthaus (Nr. 1), südlich davon, ist kleiner, und hat beidseitig einen Mittelrisalit.
Es ist noch weitgehend im spätbarocken Bauzustand erhalten und steht unter Denkmalschutz (Listeneintrag).